# Routen der Reformation
Routen der Reformation (englisch Routes of Reformation) ist der Name eines 2019 zertifizierten Kulturwegs des Europarats. Die Planung der Route begann mit dem Reformationsjubiläums 2017. Zugleich stellt die Initiative einen Beitrag zum Internationalen Jahr des nachhaltigen Tourismus 2017 und zum Europäischen Jahr des  Kulturerbes 2018 dar. Die „Thüringer Landgesellschaft mbH“ mit Sitz in Erfurt ist „führender Partner“ bei der Entwicklung des Projekts. Die „Kick-off“-Veranstaltung fand am 5. Juli 2016 im Rathaussaal der Lutherstadt Eisleben statt. Das Projekt endet im Juni 2019. Im April 2019 wurde die im Zuge des Projektes gegründete Kulturroute Routen der Reformation vom Europarat als Kulturweg zertifiziert.

## Angestrebte Projektergebnisse
„Hauptziele des Projektes sind die Vernetzung von Reformationsstätten (sowohl materielles als auch immaterielles Kulturerbe), die überall in Europa vorhanden sind, die Etablierung einer Kulturroute sowie einer Dachmarke und einer stabilen, langlebigen Managementstruktur für die Erhaltung und das Betreiben der Route nach der Projektzeit.“
Konkret soll es zwischen den Projektpartnern einen Wissenstransfer auf drei Ebenen geben: „Erstens innerhalb der Projektpartnerschaft in Form eines Mentoring-Programms zwischen erfahrenen und unerfahrenen Projektregionen; zweitens werden Erkenntnisse von bereits existierenden Kulturrouten gewonnen werden und drittens in Form von Trainings für die lokale Bevölkerung und Stakeholder aus den Bereichen Tourismus, Kirche und Kultur.“
Der Akzent des Projekts liegt stark auf dem Aspekt des Tourismus-Marketings, der „Kapitalisierung des kulturellen Erbes“. Noch nicht geklärt war im Sommer 2017, ob die ECRR eine Sammlung einzelner befahrbarer Strecken oder eine Auflistung einzelner Sehenswürdigkeiten darstellen soll, nach dem Vorbild der verschiedenen Typen von Kulturwegen, die es bereits gibt.

## Partnerinstitutionen und Finanzen
Zwölf Institutionen in sieben Staaten (Deutschland, Italien, Österreich, Polen, Slowenien, Tschechien und Ungarn) unterstützen die ECRR. Im Juni 2017 lag ein „Konzept für eine auf das Thema Reformation bezogene Europäische Kulturroute“ vor.
Im Einzelnen handelt es sich bei den Projektpartnern um:
- die Thüringer Landgesellschaft (Deutschland)
- das Standortmarketing Mansfeld-Südharz (Deutschland)
- die Südharz GmbH (Deutschland)
- den Verein Kirche und Tourismus (Deutschland)
- die Protestantische Kirche in Österreich (Österreich)
- die Tourismusorganisation Oberösterreich (Österreich)
- die Niederschlesische Tourismusorganisation (Polen)
- das Institut für Territorialentwicklung und Innovation Turin (Italien)
- die Verbandsgemeinde des Tisza-Tals (Ungarn)
- die kommunale Selbstverwaltung der Szabolcs-Szatmár-Bereg-Region (Ungarn)
- die öffentliche Verwaltung der Stadt Velenje (Slowenien)
- die Regionalentwicklungsagentur der Region Pilsen (Tschechien)
- die Regionalentwicklungsagentur Südböhmen (Tschechien).[8]

Acht Regionen, nämlich das Tisza-Tal (Ungarn), Torre Pellice (Italien), Velenje (Slowenien), Mansfeld-Südharz und Erfurt (Deutschland), Jawor (Polen), České Budějovice und die Region Pilsen (Tschechien) wurden als Pilotregionen bestimmt und werden mit einer neuen Infrastruktur in Form von digitalen Informationspunkten und touristischen Hinweisschildern versehen, um internationale Gäste mit relevanten Hintergrundinformationen zu versorgen. Als sichtbares Projektergebnis sollen dauerhaft auch 80 Infoschilder an relevanten Sehenswürdigkeiten sowie sieben „multimediale, mehrsprachige Info-Terminals“ errichtet werden.
Finanziert wird das Projekt aus EFRE-Mitteln der Europäischen Union für das Programm „INTERREG Central Europe“. Von Juli 2016 bis Juni 2019 wurde für das Projekt ECRR 2.309.253,85 € veranschlagt. Davon sollte die EU 1.896.160,06 € übernehmen. Ein Problem bei der Zertifizierung des Kulturwegs könnte dadurch entstehen, dass das Kulturerbe der Reformation in Deutschland auch durch Mittel aus dem Fonds für das Europäische Kulturerbe-Siegel unterstützt wird und dass Doppelförderungen desselben Objekts bzw. derselben Initiative aus verschiedenen europäischen Fördertöpfen eigentlich unerwünscht sind.

## In die Route zu integrierende Strukturen
Zu Beginn des ECRR-Projekts gab es keine institutionelle Vernetzung mit weiteren Initiativen zum Reformationsjubiläum 2017 wie der Eröffnung des Europäischen Stationenwegs, der von Genf nach Wittenberg führt. Die Ernennung der ECRR-Projektstadt Torre Pellice, einer Waldenser-Hochburg in Piemont, zur Reformationsstadt Europas am 7. April 2017 zeigt jedoch, dass es Ansatzpunkte für eine Vernetzung verschiedener Projekte zur „Inwertsetzung des reformationsspezifischen kulturellen Erbes“ gibt.

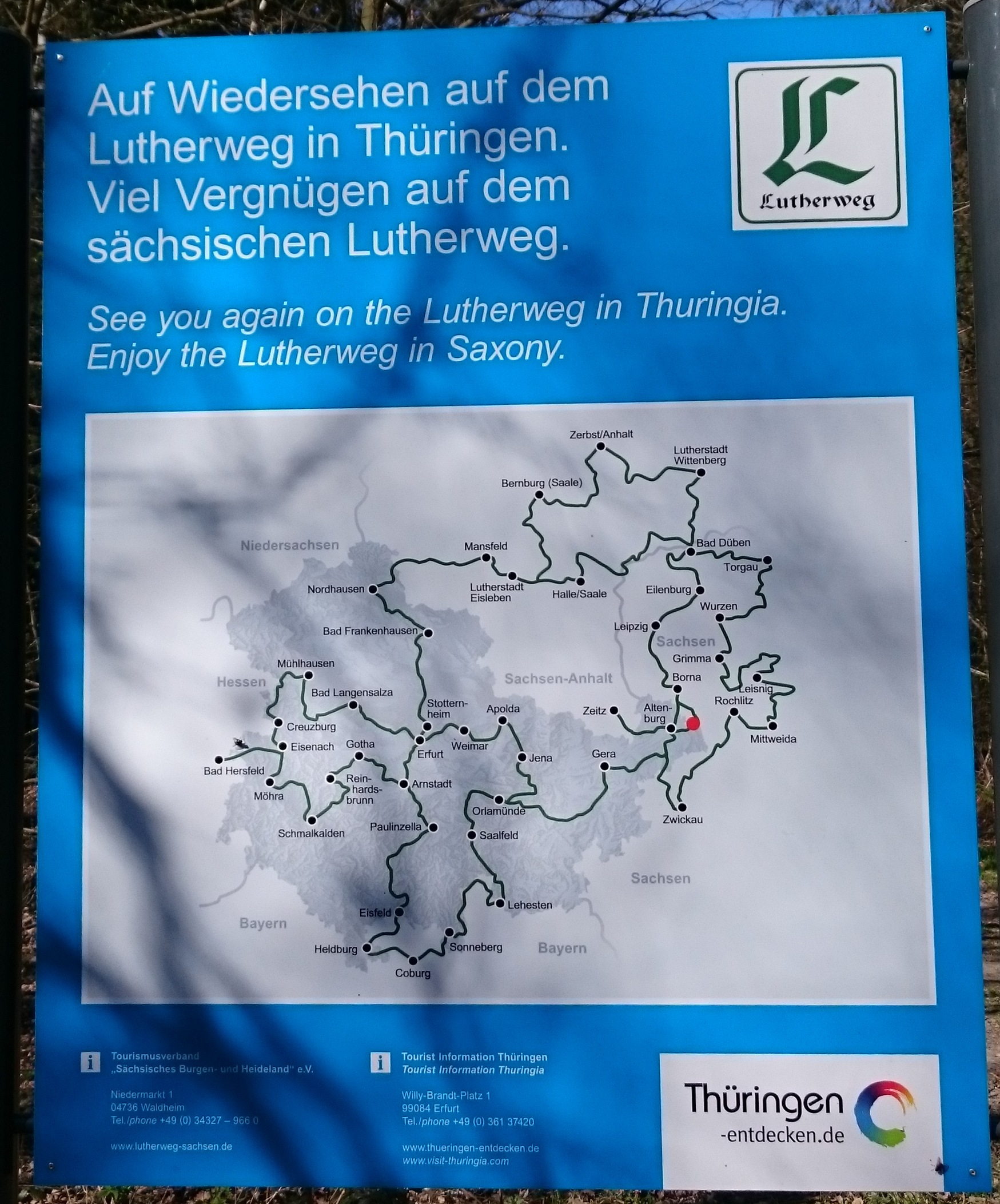
Karte des Lutherwegs an der Grenze zwischen Thüringen und Sachsen. Der südwestliche Abschnitt ist auf der Tafel nicht berücksichtigt.

### Lutherweg
In die Europäische Kulturroute der Reformation soll der Lutherweg als Wander- und Pilgerweg einbezogen werden. Er verläuft, von Worms ausgehend, durch Hessen, Thüringen, Bayern, Sachsen und Sachsen-Anhalt. Seit Juni 2016 befindet sich in Reinhardsbrunn das „Lutherweg Informationszentrum Reinhardsbrunn“ als „spirituelles Zentrum“. Die „Erlebniswelt Reinhardsbrunn“ als Ganze wird, wie auch der Lutherweg, von dem ECRR-Projektpartner „Kirche und Tourismus“ betreut.

### Weg des Buches
Die Protestantische Kirche in Österreich bringt als Projektpartner den Weg des Buches in die ECRR ein. Dabei handelt es sich um einen evangelischen Pilgerweg, der der Bibelschmugglerroute während der Zeit des Geheimprotestantismus im Herzogtum Österreich folgt. 
Er führt bislang von Ortenburg in Niederbayern bis Agoritschach in Kärnten, soll aber nach Süden bis Triest in Italien und nach Norden bis Zwickau in Sachsen verlängert und an den Lutherweg angebunden werden. Eröffnet wurde der Weg im Herbst 2008. Die Verlängerung des Wegs des Buches nach Triest soll den Namen „Elvine-de-La-Tour-Weg“ tragen; er soll auf österreichischer Seite bereits in Villach beginnen.

### Primož-Trubar-Weg
Ein Radweg quer durch Slowenien soll den Namen „Primož-Trubar-Weg“ erhalten. Der Abschnitt zwischen Murska Sobota und Triest, wo der Primož-Trubar-Weg auf den „Elvine-de-La-Tour-Weg“ trifft, soll von der Stadt Velenje sowie der slowenischen evangelischen Kirche betreut werden. Primož Trubar ist der Begründer der evangelischen Kirche in Slowenien. Er übersetzte zwischen 1553 und 1561 das Neue Testament der Lutherbibel ins Slowenische. 2015 machte sich eine Gruppe von Oberösterreichern auf die Suche nach Spuren Trubars in Slowenien, an denen sich der Verlauf des neu geschaffenen Wegs orientiert.

## Rezeption
Aus der Sicht der thüringischen Landesregierung (das Land Thüringen ist Eigentümer der Thüringer Landgesellschaft, der hauptverantwortlichen Institution für die Kulturroute) ist der Tourismus im Allgemeinen einer der wenigen Wirtschaftszweige mit ansehnlichem Wachstum. Der Kulturtourismus mache rund ein Drittel dieses Wirtschaftszweiges aus. Tourismus mit religiösem Hintergrund wachse sehr schnell. Die Landesregierung unterstütze allerdings das Reformationsjubiläum als kulturelles, nicht als religiöses Ereignis. Es gehe dem Staat neben der Tourismusförderung darum, das Erbe der Reformation deutlich zu machen, beispielsweise Martin Luther als Vater der modernen deutschen Sprache zu zeigen. Der thüringischen Landesregierung gehe es aber nicht darum, „mit Steuergeldern der Kirche neue Mitglieder zuzuführen“.
Die Evangelische Landeskirche Anhalts betont, dass es bei der Initiative „Kirche und Tourismus“, an der sie mitwirkt, nicht nur darum gehe, Tourismuskonzepte für Kirchengemeinden zu entwickeln, sondern auch darum, im Sinne des vor allem in Mitteldeutschland entwickelten Konzept des „spirituellen Tourismus“ Reisenden „erlebbare Spiritualität“ zu vermitteln. Eine zentrale Rolle spielt dabei das Konzept der „offenen Kirchen“.